# Ferganska dolina
Ferganska dolina (uzbečki: Farg‘ona vodiysi, kirgiški: Фергана өрөөнү, tadžički: водии Фaрғонa, ruski: Ферганская долина, perzijski: وادی فرغانه) je dolina u srednjoj Aziji. Podijeljena je između Uzbekistana, Tadžikistana i Kirgistana. Najveći dio pripada Uzbekistanu. To je najgušće naseljeni prostor srednje Azije.

## Zemljopis
Ferganska dolina je dolina uz rijeke Naryn i Kara-Darja čijim spajanjem nastaje rijeka Sir-Darja. Nadmorska visina doline je 400 – 500 m. Dolina je tektonskog porijekla sa svih strana okružena planinama (većinom iz planinskog lanca Tian Shan). Kroz nju teku mnoge rijeke koje se ulijevaju u Sir-Darju i donose mnogo sedimenata s planina u dolinu. Zbog toga je u dolini vrlo plodno tlo. Plodno tlo i dovoljna količina vode za navodnjavanje je pokretač razvoja poljoprivrede i naseljenosti u dolini. Pronađena su i nalazišta nafte i prirodnog plina.
Klima je kontinentalna. Velike su godišnje amplitude temperature (razlike najtoplijeg i najhladnijeg mjeseca). Vrlo je mala količina padalina (posebno ljeti kad gotovo ne pada kiša, zimi često pada snijeg). Nedostatak padalina je najviše posljedica smještaja u sredini Azije daleko od svih mora. Zbog toga zračne mase koje donose padaline s mora ne mogu stići do Ferganske doline. Zbog smanjene količine padalina u Ferganskoj dolini prevladava stepa. Poljoprivreda nedostatak padalina kompenzira navodnjavanjem iz rijeka.
U dolini se nalazi glavni i najveći grad Uzbekistana Taškent. Ostali veći gradovi Uzbekistana su Andižan, Fergana i Namangan, u Tadžikistanu je grad Khudžand, a u Kirgistanu Oš.

## Stanovništvo i gospodarstvo
Ferganska dolina je najgušće naseljen dio srednje Azije. U svim državama koje ju dijele ima upravo u Ferganskoj dolini najviše stanovnika i većih gradova. Do uspostave SSSR-a su u dolini živjeli izmiješani Uzbeci, Tadžici i Kirgizi. Zbog toga je bilo teško uspostaviti granice pa one izgledaju nepravilno, a postoji i više eksklava (teritorij koji pripada jednoj državi, a sa svih strana je okružen drugom državom). Još uvijek postoje brojne etničke manjine koje pripadaju narodima koje dijele dolinu (Uzbeci u Kirgistanu, Kirgizi u Tadžikistanu).
Ferganska dolina spada u gospodarski razvijenije dijelove srednje Azije. Dominira poljoprvreda za koju postoje povoljni geografski uvjeti. Najvažniji je uzgoj pamuka koji je glavni izvozni proizvod. Još se uzgajaju žitarice, voće i povrće. Industrija nije jače razvijena.